# Keanu Asing
Keanu Asing est un surfeur professionnel américain né le 30 mai 1993 à Honolulu, à Hawaï.

## Biographie
Keanu Asing participe pour la première fois au CT en 2015 grâce à sa 9e place au classement QS en 2014. Il termine la saison à la 20e place ce qui lui permet de se maintenir dans l'élite pour la saison suivante.
Il commence sa saison 2016 plus poussivement avec notamment quatre éliminations au second tour lors des quatre premiers événements. En arrivant au Quiksilver Pro France, l'antépénultième événement de la saison, il pointe à la 33e place au classement général. Au terme d'un parcours remarquable au cours duquel il bat Kelly Slater puis John John Florence, il s'impose en finale devant le favori Gabriel Medina dans une série à sens unique. Il remporte ainsi sa première victoire sur le CT. C'est par ailleurs la première fois de sa carrière qu'il franchit le stade des quarts de finale dans une compétition du CT. Il termine cependant 24e au classement général du CT et ne parvient pas à se maintenir dans l'élite pour la saison 2017.

## Palmarès et résultats

### Saison par saison
- 2010 :
  - 3e du HIC Pro à Oahu (Hawaï)

- 2012 :
  - 3e du Quiksilver Saquarema Prime à Saquarema (Brésil)

- 2013 :
  - 3e du Vans Pro à Virginia Beach (États-Unis)

- 2014 :
  - 2e du Quiksilver Saquarema Prime à Saquarema (Brésil)

- 2016 :
  - 1er du Quiksilver Pro France à Hossegor (France)[1]

### Classements
| Année             | 2011 | 2012 | 2013 | 2014 | 2015 | 2016 |
| ----------------- | ---- | ---- | ---- | ---- | ---- | ---- |
| Championship Tour |      |      |      |      | 20e  | 24e  |
| Qualifying Series | 146e | 47e  | 74e  | 9e   | 44e  | 52e  |